# Костас Елеутеракіс
Костас Елеутеракіс (грец. Κώστας Ελευθεράκης, нар. 18 липня 1950) — грецький футболіст, що грав на позиції півзахисника, зокрема за «Панатінаїкос», а також національну збірну Греції.

## Клубна кар'єра
У дорослому футболі дебютував 1966 року виступами за команду «Фостірас», в якій провів два сезони. 
1968 року перебрався до «Панатінаїкоса». Відіграв за цей клуб з Афін наступні дванадцять сезонів своєї ігрової кар'єри. Більшість часу, проведеного у складі «Панатінаїкоса», був основним гравцем команди. За цей час чотири рази, у 1969, 1970, 1972 і 1977 роках, виборював титул чемпіона Греції.
Протягом 1980—1981 років захищав кольори клубу АЕК, після чого повернувся до рідного «Фостірас», у складі якого і провів свій останній сезон професійної кар'єри.

## Виступи за збірну
1969 року дебютував в офіційних матчах у складі національної збірної Греції.
Загалом протягом кар'єри у національній команді, яка тривала 9 років, провів у її формі 34 матчі, забивши 5 голів.

## Титули і досягнення
- Чемпіон Греції (4):

«Панатінаїкос»: 1968-1969, 1969-1970, 1971-1972, 1976-1977
- Володар Кубка Греції (2):

«Панатінаїкос»: 1968-1969, 1976-1977
- Володар Футбольного кубка Великої Греції (1):

«Панатінаїкос»: 1970